# Haskell Curry
Haskell Brooks Curry, född 12 september 1900, död 1 september 1982, var en amerikansk matematiker och logiker. Han är mest känd för sitt arbete inom kombinatorisk logik.  
Det ursprungliga begreppet kombinatorisk logik baserades på en enda artikel av Moses Schönfinkel, vilket Curry kom att bygga vidare på. Han är också känt för Currys paradox och Curry–Howard-korrespondensen. Det finns tre programmeringsspråk uppkallad efter honom, Haskell, Brook och Curry, samt begreppet currying, en teknik som används för att transformera funktioner i matematik och datavetenskap. 